# Saint-Désert
Pour les articles homonymes, voir Désert (homonymie).
Saint-Désert est une commune française située dans le département de Saône-et-Loire, en région Bourgogne-Franche-Comté.
C'est un village viticole, au cœur du vignoble de Bourgogne.

## Géographie
La commune est située à environ 15 kilomètres de Chalon-sur-Saône au sein de la côte chalonnaise.

### Hameaux
En dehors du bourg, il y a quatre hameaux : Monbogre au nord-ouest, la Saule, le Treuil du côté de Rosey et Cocloye vers la RCEA.

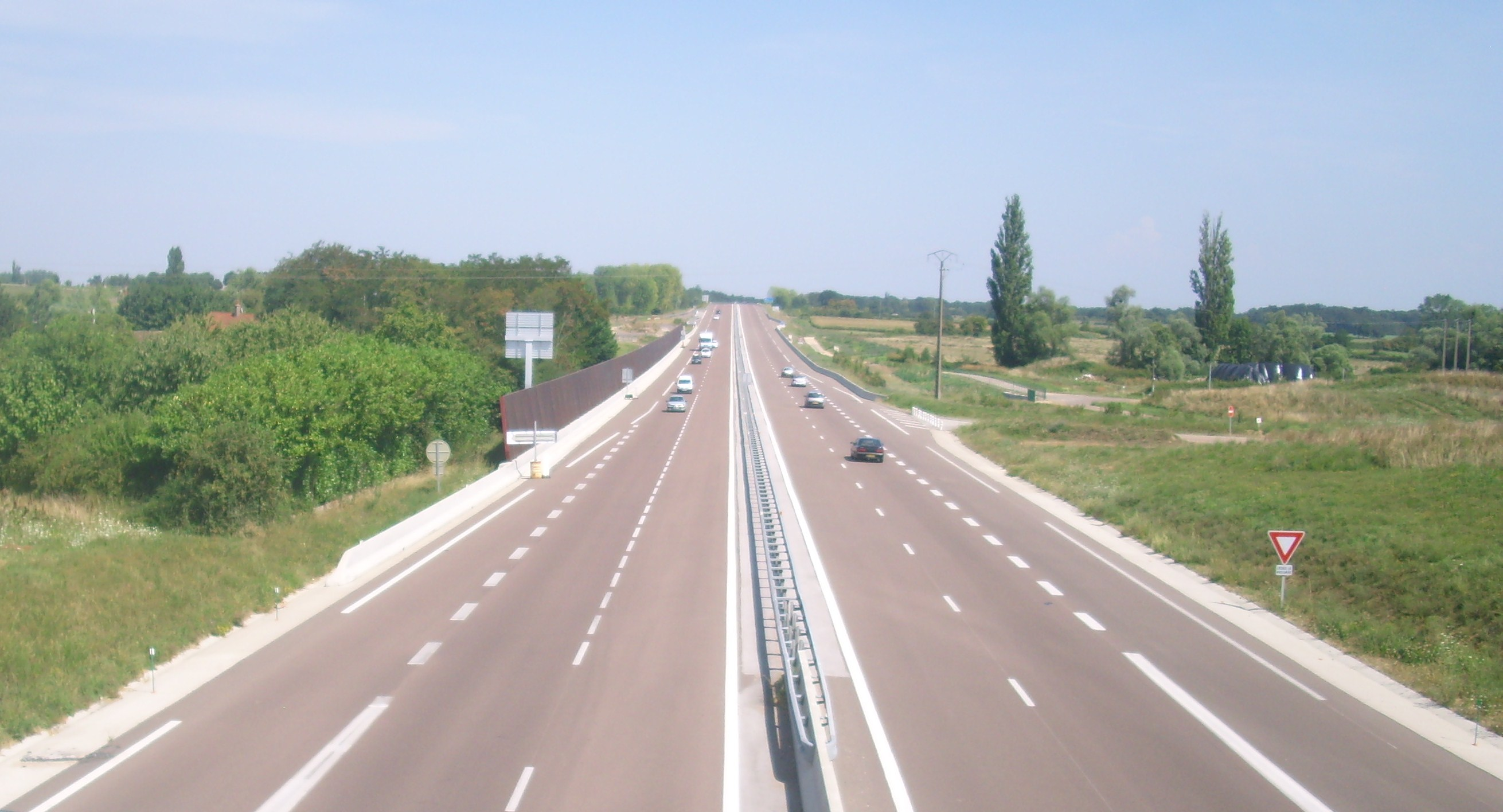
Vue de la route nationale 80 depuis Saint-Désert.

### Accès et transports
Le village est situé à proximité des grands axes de circulation, à 7 kilomètres de l'autoroute A6 (Chalon-sur-Saône), à 10 kilomètres des voies ferrées ligne de Paris-Lyon à Marseille-Saint-Charles et à 16 kilomètres de la LGV Sud-Est (TGV) (Le Creusot). La route nationale 80 (RCEA) Chalon-Moulins passe dans la commune en la coupant en deux.

### Géologie et relief
La commune est située sur des versants au sous-sol calcaire, sur des sols argilo-calcaires. Ce territoire est assez vallonné (altitude de 212 mètres à 400 mètres) sur ces 499 hectares. Cette commune se situe au pied du mont Avril.

### Hydrographie
Les cours d'eau sont la rivière des Curles et le ruisseau du Moulin Gaudillot.

### Climat
Pour des articles plus généraux, voir Climat de la Bourgogne-Franche-Comté et Climat de Saône-et-Loire.
En 2010, le climat de la commune est de type climat océanique dégradé des plaines du Centre et du Nord, selon une étude du Centre national de la recherche scientifique s'appuyant sur une série de données couvrant la période 1971-2000. En 2020, Météo-France publie une typologie des climats de la France métropolitaine dans laquelle la commune est dans une zone de transition entre le climat océanique altéré et le climat océanique altéré et est dans la région climatique Bourgogne, vallée de la Saône, caractérisée par un bon ensoleillement (1 900 h/an), un été chaud (18,5 °C), un air sec au printemps et en été et des vents faibles.
Pour la période 1971-2000, la température annuelle moyenne est de 11,2 °C, avec une amplitude thermique annuelle de 17,9 °C. Le cumul annuel moyen de précipitations est de 818 mm, avec 11,1 jours de précipitations en janvier et 7 jours en juillet. Pour la période 1991-2020, la température moyenne annuelle observée sur la station météorologique de Météo-France la plus proche, « Chalon-Champforgueil », sur la commune de Champforgeuil à 12 km à vol d'oiseau, est de 11,4 °C et le cumul annuel moyen de précipitations est de 736,5 mm. 
La température maximale relevée sur cette station est de 39,7 °C, atteinte le 12 août 2003 ; la température minimale est de −17,6 °C, atteinte le 20 décembre 2009,,.
Les paramètres climatiques de la commune ont été estimés pour le milieu du siècle (2041-2070) selon différents scénarios d'émission de gaz à effet de serre à partir des nouvelles projections climatiques de référence DRIAS-2020. Ils sont consultables sur un site dédié publié par Météo-France en novembre 2022.

#### Dijon
Pour la ville de Dijon (316 m), les valeurs climatiques jusqu'à 1990 :
| Mois                              | jan. | fév. | mars | avril | mai  | juin | jui. | août | sep. | oct. | nov. | déc. | année |
| --------------------------------- | ---- | ---- | ---- | ----- | ---- | ---- | ---- | ---- | ---- | ---- | ---- | ---- | ----- |
| Température minimale moyenne (°C) | −1   | 0,1  | 2,2  | 5     | 8,7  | 12   | 14,1 | 13,7 | 10,9 | 7,2  | 2,5  | −0,2 | 6,3   |
| Température moyenne (°C)          | 1,6  | 3,6  | 6,5  | 9,8   | 13,7 | 17,2 | 19,7 | 19,1 | 16,1 | 11,3 | 5,6  | 2,3  | 10,5  |
| Température maximale moyenne (°C) | 4,2  | 7    | 10,8 | 14,7  | 18,7 | 22,4 | 25,3 | 24,5 | 21,3 | 15,5 | 8,6  | 4,8  | 14,8  |
| Précipitations (mm)               | 49,2 | 52,5 | 52,8 | 52,2  | 86,3 | 62,4 | 51   | 65,4 | 66,6 | 57,6 | 64,2 | 62   | 732,2 |

#### Mâcon
Pour la ville de Mâcon (216 m), les valeurs climatiques de 1961 à 1990 :
| Mois                              | jan. | fév. | mars | avril | mai  | juin | jui. | août | sep. | oct. | nov. | déc. | année |
| --------------------------------- | ---- | ---- | ---- | ----- | ---- | ---- | ---- | ---- | ---- | ---- | ---- | ---- | ----- |
| Température minimale moyenne (°C) | −0,6 | 0,7  | 2,5  | 5,2   | 8,9  | 12,3 | 12,4 | 13,9 | 11,1 | 7,5  | 2,9  | 0,1  | 6,6   |
| Température moyenne (°C)          | 2,1  | 4    | 6,8  | 10    | 13,9 | 17,5 | 20,1 | 19,4 | 16,4 | 11,7 | 6    | 2,7  | 10,9  |
| Température maximale moyenne (°C) | 4,9  | 7,3  | 11,1 | 14,8  | 18,9 | 22,8 | 25,7 | 24,9 | 21,7 | 15,9 | 9,1  | 5,3  | 15,2  |
| Précipitations (mm)               | 66,3 | 60,9 | 58,7 | 69,4  | 85,9 | 74,7 | 58,1 | 77,1 | 75,7 | 71,7 | 72,7 | 70,4 | 841,4 |

## Urbanisme

### Typologie
Au 1er janvier 2024, Saint-Désert est catégorisée bourg rural, selon la nouvelle grille communale de densité à sept niveaux définie par l'Insee en 2022.
Elle est située hors unité urbaine. Par ailleurs la commune fait partie de l'aire d'attraction de Chalon-sur-Saône, dont elle est une commune de la couronne,. Cette aire, qui regroupe 109 communes, est catégorisée dans les aires de 50 000 à moins de 200 000 habitants,.

### Occupation des sols
L'occupation des sols de la commune, telle qu'elle ressort de la base de données européenne d’occupation biophysique des sols Corine Land Cover (CLC), est marquée par l'importance des territoires agricoles (78,2 % en 2018), une proportion identique à celle de 1990 (78,2 %). La répartition détaillée en 2018 est la suivante : zones agricoles hétérogènes (39,1 %), cultures permanentes (29,8 %), zones urbanisées (18,3 %), prairies (9,3 %), milieux à végétation arbustive et/ou herbacée (3,5 %). L'évolution de l’occupation des sols de la commune et de ses infrastructures peut être observée sur les différentes représentations cartographiques du territoire : la carte de Cassini (XVIIIe siècle), la carte d'état-major (1820-1866) et les cartes ou photos aériennes de l'IGN pour la période actuelle (1950 à aujourd'hui).

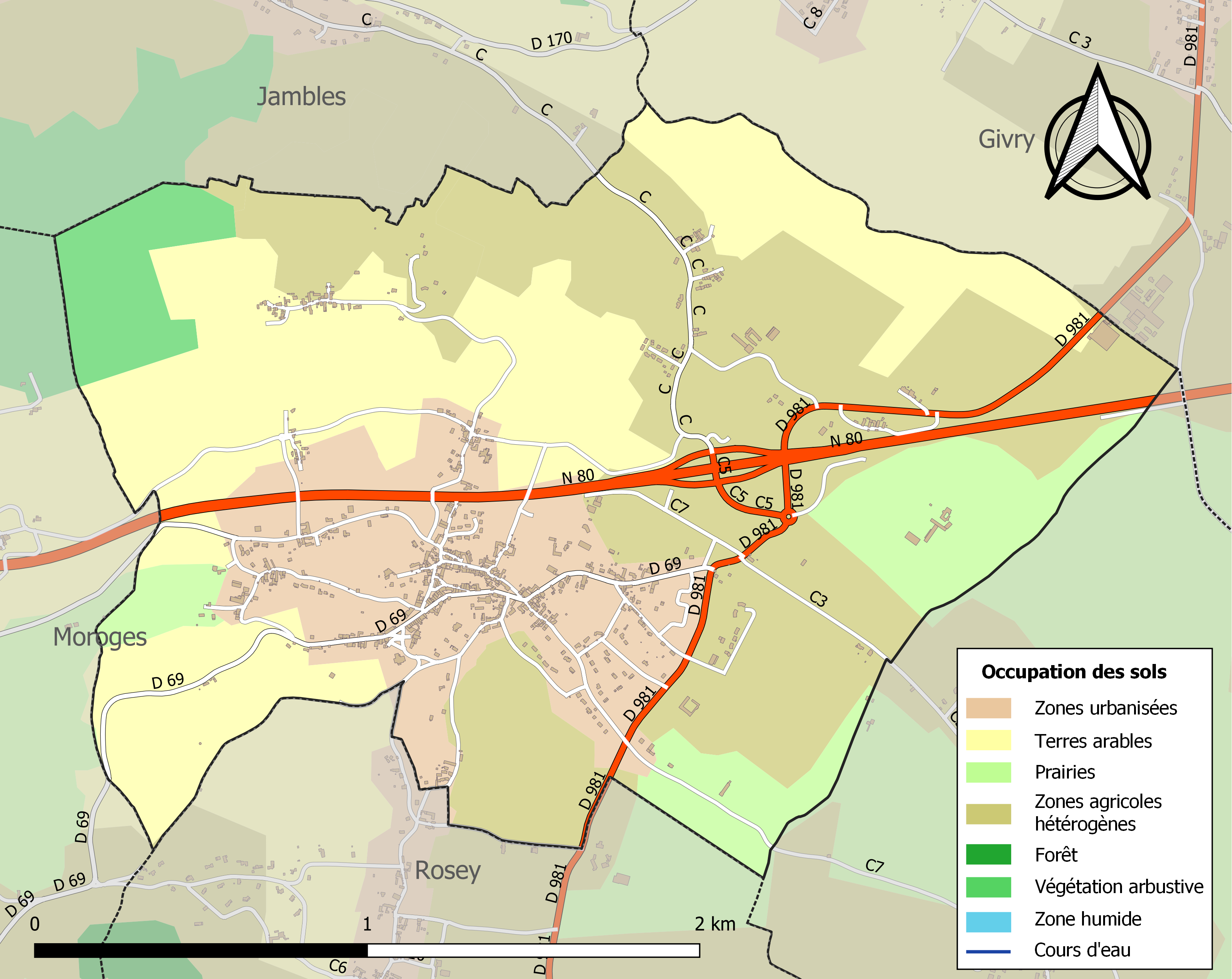
Carte des infrastructures et de l'occupation des sols de la commune en 2018 (CLC).

## Histoire

### Antiquité
Ce village était habité lors de l'époque gallo-romaine car il a été retrouvé des restes d'un chemin pavé fort étroit, des morceaux de tuiles à rebord et des tessons de céramiques. Un cimetière à Montbogre révèle la présence de la civilisation mérovingienne avec un sarcophage trapézoïdal en grès avec tailles, une trentaine de sépultures sous dalles et trois tombes couvertes par une voûte en pierre sèche.

### Moyen Âge et Renaissance
En 1095, Geoffroy de Donzy, lors de la première croisade, vend ses biens dont une partie se situe à Saint-Désert. L'église de Saint-Désert n'a pas de date de début de construction mais une charte de 1173 mentionne déjà Saint-Isidore. Pendant la guerre de Cent Ans, des bandes armées parcourent fréquemment la contrée. En janvier 1360, des compagnies de Tard-Venus sévissent dans le village. En 1438, des Écorcheurs s'installent dans le village.

### Période moderne
Pendant les guerres de Religion, l'église est pillée en 1570 par les huguenots de l'amiral de Coligny, puis par les Ligueurs en 1594. La peste sévit à Saint-Désert en 1584 puis en 1628.

### Période contemporaine

#### XIXesiècle
En 1812, il y a 171 hectares de vignes dans la commune. En août 1815, des Autrichiens séjournent dans le village. En 1817, 1818 et 1819, la grêle touche durement le vignoble. Le phylloxera arrive et touche gravement le vignoble à partir de 1879. Il y a dans la commune en 1886 : deux exploitants de carrières, trois plâtriers, trois charpentiers, trois forgerons, trois menuisiers, quatre meuniers, trois boulangers, deux bouchers, quatre épiciers quatre tonneliers, quatre fabricants d'eau-de-vie, trois aubergistes, cinq cafetiers, un médecin...

#### XXesiècle
L'électricité arrive dans le village en 1924 et l'eau en 1928. En 1936, il y a dans la commune : deux bouchers, un charcutier, quatre boulangers, deux cafetiers, huit épiciers, un aubergiste, quatre coiffeurs, trois fabricants d'eau-de-vie, trois forgerons, quatre maraîchers, trois plâtriers, quatre marchands de faïence, deux sabotiers, trois tonneliers... Lors de la Seconde Guerre mondiale, deux résistants du village sont arrêtés et fusillés à Granges le 24 août 1944. En 1993, le village réalise un jumelage avec Manternach.

#### XXIesiècle
Avec la canicule de 2003, les vendanges débutèrent pour certains domaines cette année-là à la mi-août, soit avec un mois d'avance, des vendanges très précoces qui ne s'étaient pas vues depuis 1422 et 1865 d'après les archives. En janvier 2004, Saint-Désert a rejoint la communauté d'agglomération de Chalon Val de Bourgogne.

## Toponymie
Certains pensent que Saint-Désert n'est qu'une déformation de Saint-Isidore, d'autres que le mot « Désert » dérive de Désiré (moine ayant vécu à Gourdon au VIe siècle). En bourguignon-morvandiau (patois de la Côte chalonnaise), Saint-Désert se prononce Saint d'sert ou Saint d'zert.

## Politique et administration

### Tendances politiques
Saint-Désert est un village qui vote plutôt à droite. Depuis 1997, la droite est arrivée en tête dans 13 élections, la gauche dans 6 élections et l'extrême-droite dans une élection,,,,,,,,,,,,,,,,,,.

### Administration municipale
Saint-Désert dépend de la sous-préfecture de Saône-et-Loire à Chalon-sur-Saône. Le conseil municipal est composé de 11 membres conformément à l’article L2121-2 du Code général des collectivités territoriales. À l'issue des élections municipales de 2014, Daniel Christel a été réélu maire de la commune.

### Listes des maires
| Période                                  | Période   | Identité           | Étiquette | Qualité                           |
| ---------------------------------------- | --------- | ------------------ | --------- | --------------------------------- |
| Les données manquantes sont à compléter. |           |                    |           |                                   |
| ?                                        | 1981      | Anne-Marie Friedli |           |                                   |
| 1981                                     | mars 2008 | Michel Goubard     | UDF       | Viticulteur                       |
| mars 2008                                | En cours  | Daniel Christel    | UDI       | Retraité de l'éducation nationale |

### Canton et intercommunalité
Cette commune est incluse dans le canton de Givry, comptant 12 057 habitants en 2007. En intercommunalité, ce village fait partie du Grand Chalon. Pierre Voarick est conseiller général de ce canton depuis 1998.

### Instance judiciaire et administrative
Dans le domaine judiciaire, la commune dépend aussi[Quoi ?] de la commune de Chalon-sur-Saône qui possède un tribunal d'instance et un tribunal de grande instance, d'un tribunal de commerce et d'un conseil des prud'hommes. Pour le deuxième degré de juridiction, elle dépend de la cour d'appel et de la cour administrative d'appel de Dijon.

### Jumelages
Saint-Désert a été jumelée avec Manternach (Grand-duché du Luxembourg) en 1991 (cérémonie du signature organisée le 19 octobre 1991), mais ce jumelage n'est plus d'actualité et la convention avec le comité de jumelage a été résiliée le 30 septembre 2010 compte tenu de l'absence de toute activité d'échange entre ces deux communes.
Le village est désormais jumelé avec la commune de La Gouesnière.

## Population et société

### Démographie

#### Évolution démographique
L'évolution du nombre d'habitants est connue à travers les recensements de la population effectués dans la commune depuis 1793. Pour les communes de moins de 10 000 habitants, une enquête de recensement portant sur toute la population est réalisée tous les cinq ans, les populations de référence des années intermédiaires étant quant à elles estimées par interpolation ou extrapolation. Pour la commune, le premier recensement exhaustif entrant dans le cadre du nouveau dispositif a été réalisé en 2005.
En 2022, la commune comptait 898 habitants, en évolution de +3,46 % par rapport à 2016 (Saône-et-Loire : −1,06 %, France hors Mayotte : +2,11 %).
| 1793 | 1800 | 1806 | 1821 | 1831 | 1836  | 1841  | 1846  | 1851  |
| ---- | ---- | ---- | ---- | ---- | ----- | ----- | ----- | ----- |
| 807  | 991  | 900  | 942  | 957  | 1 014 | 1 021 | 1 044 | 1 073 |

| 1856  | 1861  | 1866  | 1872  | 1876  | 1881  | 1886  | 1891 | 1896 |
| ----- | ----- | ----- | ----- | ----- | ----- | ----- | ---- | ---- |
| 1 040 | 1 052 | 1 156 | 1 187 | 1 179 | 1 115 | 1 050 | 953  | 997  |

| 1901 | 1906 | 1911 | 1921 | 1926 | 1931 | 1936 | 1946 | 1954 |
| ---- | ---- | ---- | ---- | ---- | ---- | ---- | ---- | ---- |
| 987  | 937  | 874  | 743  | 706  | 687  | 608  | 555  | 637  |

| 1962 | 1968 | 1975 | 1982 | 1990 | 1999 | 2005 | 2006 | 2010 |
| ---- | ---- | ---- | ---- | ---- | ---- | ---- | ---- | ---- |
| 625  | 605  | 650  | 710  | 805  | 853  | 904  | 897  | 909  |

| 2015 | 2020 | 2022 | - | - | - | - | - | - |
| ---- | ---- | ---- | - | - | - | - | - | - |
| 873  | 904  | 898  | - | - | - | - | - | - |

#### Pyramide des âges
En 2018, le taux de personnes d'un âge inférieur à 30 ans s'élève à 27,0 %, soit en dessous de la moyenne départementale (30,4 %). De même, le taux de personnes d'âge supérieur à 60 ans est de 32,3 % la même année, alors qu'il est de 32,7 % au niveau départemental.
En 2018, la commune comptait 434 hommes pour 455 femmes, soit un taux de 51,18 % de femmes, légèrement inférieur au taux départemental (51,46 %).
Les pyramides des âges de la commune et du département s'établissent comme suit.
| Hommes | Classe d’âge | Femmes |
| ------ | ------------ | ------ |
| 0,0    | 90 ou +      | 0,4    |
| 8,2    | 75-89 ans    | 9,5    |
| 23,5   | 60-74 ans    | 22,9   |
| 23,1   | 45-59 ans    | 21,6   |
| 17,6   | 30-44 ans    | 19,0   |
| 11,3   | 15-29 ans    | 12,1   |
| 16,3   | 0-14 ans     | 14,5   |

| Hommes | Classe d’âge | Femmes |
| ------ | ------------ | ------ |
| 1      | 90 ou +      | 2,7    |
| 9,3    | 75-89 ans    | 12,5   |
| 20,7   | 60-74 ans    | 21,2   |
| 20,6   | 45-59 ans    | 20     |
| 16,5   | 30-44 ans    | 15,8   |
| 15,1   | 15-29 ans    | 12,8   |
| 16,7   | 0-14 ans     | 15     |

### Enseignement
La commune de Saint-Désert est située dans l'académie de Dijon. Le village possède une école de niveau élémentaire avec une classe de maternelle et trois classes de primaires (82 élèves en 2015). Les collèges les plus proches sont situés à Givry et Buxy et les lycées les plus proches sont à Chalon-sur-Saône.

### Santé
Il y a un médecin généraliste dans la commune. Le cabinet médical le plus proche se situe à Givry. L’hôpital le plus proche se situe à Chalon-sur-Saône.

### Sports
Le club de football du village est en entente avec Givry (« Union Sportive Givry Saint-Desert »), avec une équipe première senior qui évolue en deuxième division de district du pays saônois (groupe A) en 2011-2012. Le terrain de football dans la commune se nomme le stade Michel-Voland. Deux sentiers de randonnées sont balisés depuis 2010 : « Le circuit du mont-Pouroux » et « Le circuit de la Chaume meunière» permettent la randonnée.

### Cultes
L'église de Saint-Désert dépend de la paroisse Saint-Vincent des Buis du doyenné de Chalon-Ouest au sein du diocèse de Chalon, Autun et Mâcon.
Une maison diocésaine a vu le jour, avec des bureaux administratifs qui s'occupent des affaires religieuses.

### Écologie et recyclage
Le Grand Chalon gère la collecte de la commune. Il y a une collecte hebdomadaire des ordures ménagères.

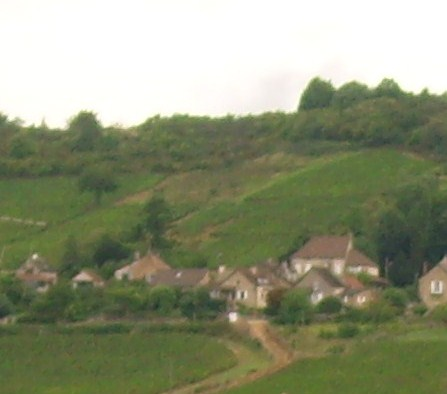
Vignoble.

Les vignobles de la côte chalonnaise.

## Économie
La viticulture est un secteur important dans la commune. Il y a en commerces une boulangerie-pâtisserie, un café-restaurant et un salon de coiffure. Il y a également un plâtrier-peintre, un maçon, deux électriciens, un plombier chauffagiste, une entreprise de communication, une entreprise de volets roulants et vérandas, une entreprise de sablage, une entreprise de contrôle en bâtiment, une entreprise de relooking de meubles, une entreprise de travaux publics viticole et centre équestre. Le village possède aussi un dancing (Le looping). Le village possède un supermarché Intermarché.

### Vignoble
Ce village avec une surface de vignes de 120 hectares, est inclus dans des appellations régionales du vignoble de Bourgogne (Bourgogne côte-chalonnaise, Bourgogne, Bourgogne aligoté…). La commune compte 7 vignerons.

## Culture locale et patrimoine

### Lieux et monuments
- Église Saint-Isidore, fortifiée, restaurée au XIXe siècle[1].
- Belles maisons anciennes.
- Ruines d'un ancien moulin à vent.
- Monuments aux morts.
- Une salle polyvalente.
- Une petite auberge (l'auberge de la route des vins).
- Le square Jean-Terrillon.
- Le sentier naturel du mont Avril (à cheval également sur les communes voisines de Jambles et de Moroges), géré par le Conservatoire d'espaces naturels de Bourgogne[34],[Note 4]. Le sentier de découverte offre un bel aperçu des paysages et milieux naturels de la Côte chalonnaise : vignobles, pelouses calcaires et leur diversité floristique, pierriers et petites corniches. Il permet en outre d'accéder à un point de vue sur la plaine de la Saône[35].

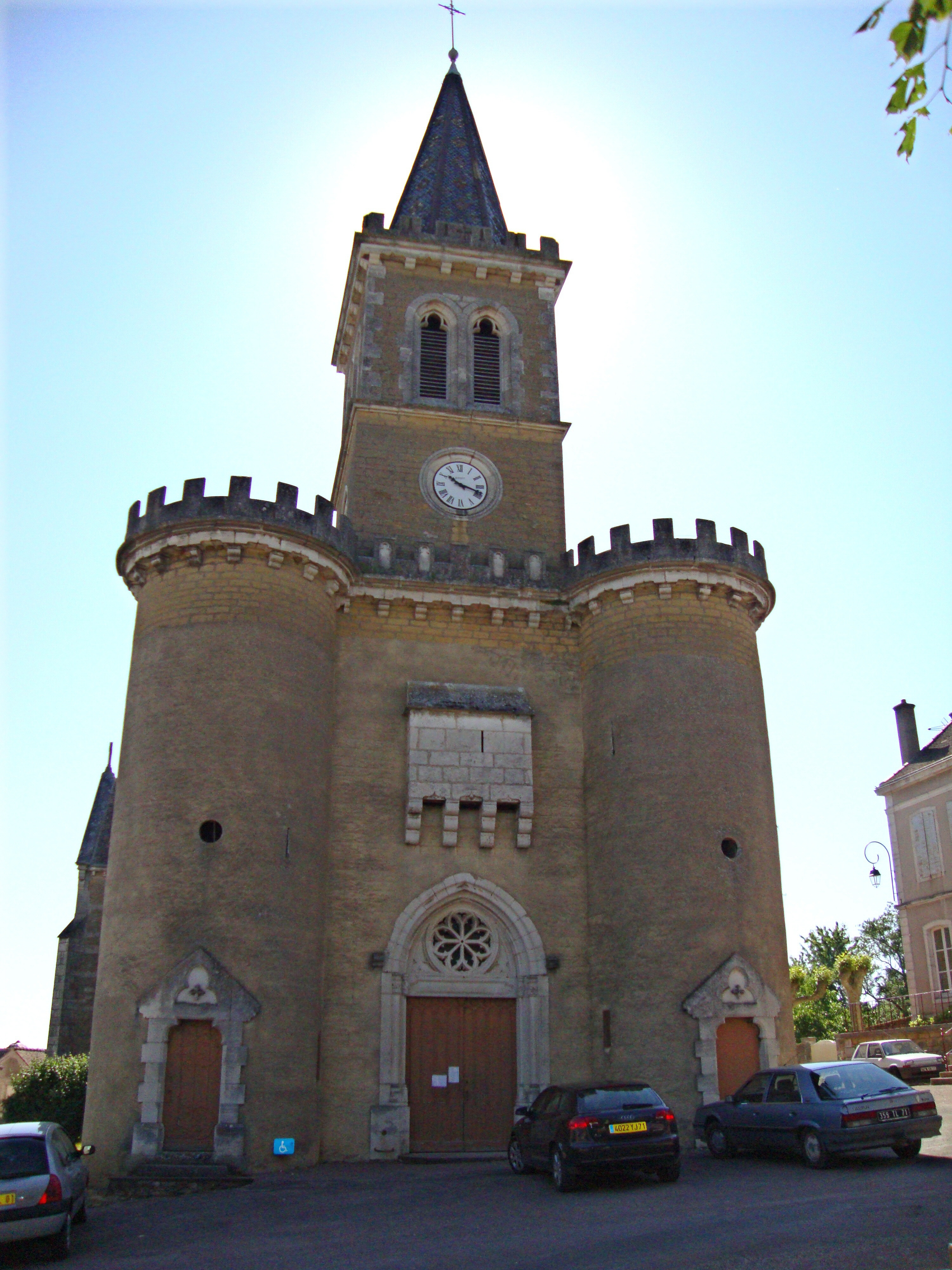
Église Saint-Isidore.
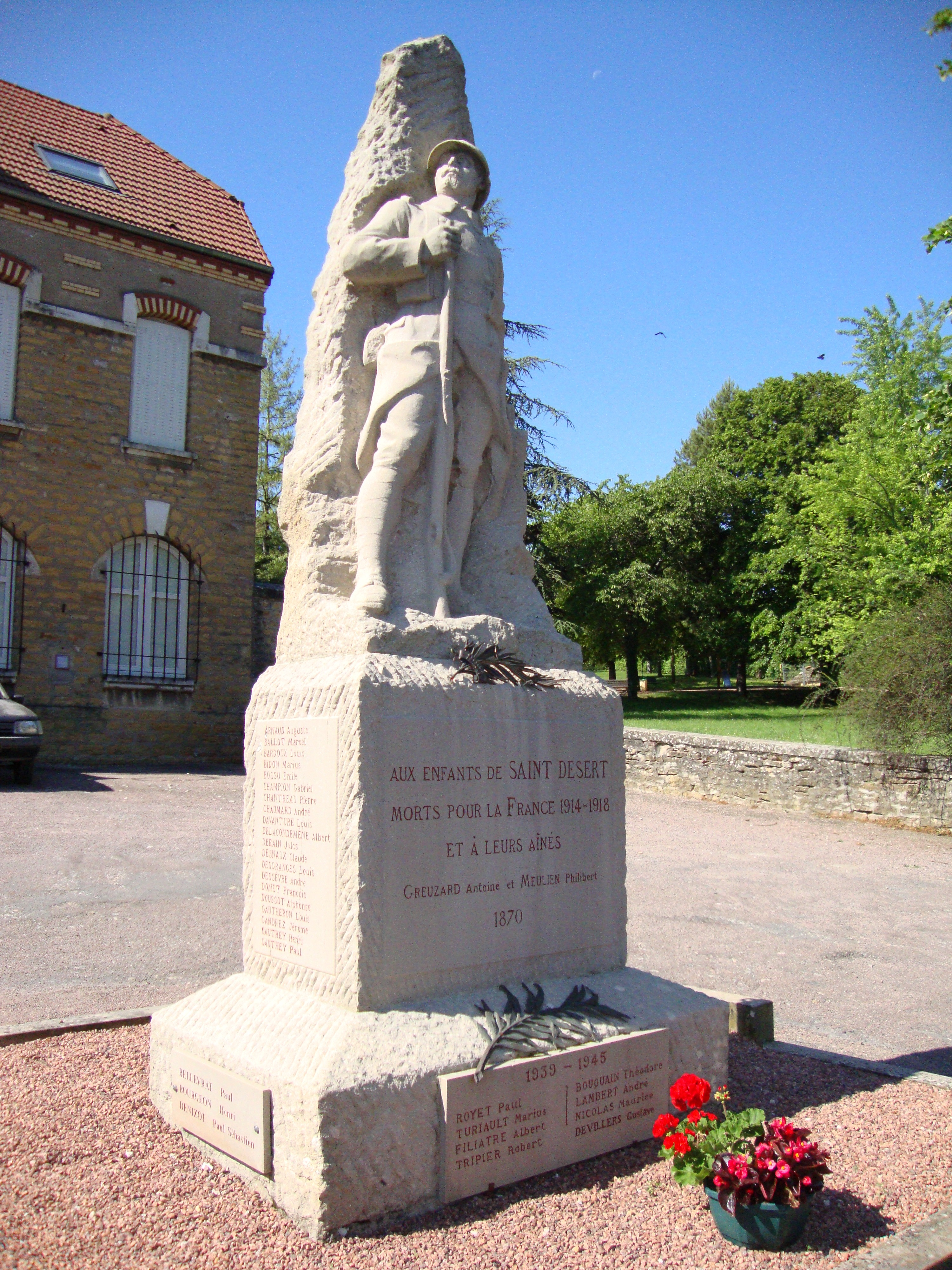
Monument aux morts.

### Patrimoine culturel
Il y a une dizaine d'associations dans ce village (Société des vignerons, association Saint-Désert /La Gouesnière, Saint dez)..

### Personnalités liées à la commune
- Guillaume Rougeot (1806-1872), homme politique, député de Saône-et-Loire en 1849.
- Laurent Joseph Lejeune (1817-1895), contre-amiral, inhumé à Saint-Désert.
- Jean Bonnamour (1922-2018), vigneron, personnalité du village[36].
- Gilles Platret (1973-), écrivain et homme politique, maire de Chalon-sur-Saône.

### Héraldique
|  | Les armes de la commune se blasonnent ainsi : Parti : au 1) de gueules à la tour d'or, au 2) d'azur au sceptre fleurdelysé cousu de gueules, accosté de quatre fleurs de lys d'or ; le tout sommé d'un chef d'or chargé d'un pampre de vigne au naturel, fruité de trois pièces posé en fasce. |

### Saint-Désert dans la littérature
Saint-Désert est cité dans le poème d'Aragon, Le conscrit des cent villages, écrit comme acte de Résistance intellectuelle de manière clandestine au printemps 1943, pendant la Seconde Guerre mondiale.

## Pour approfondir